# Rantenhorst

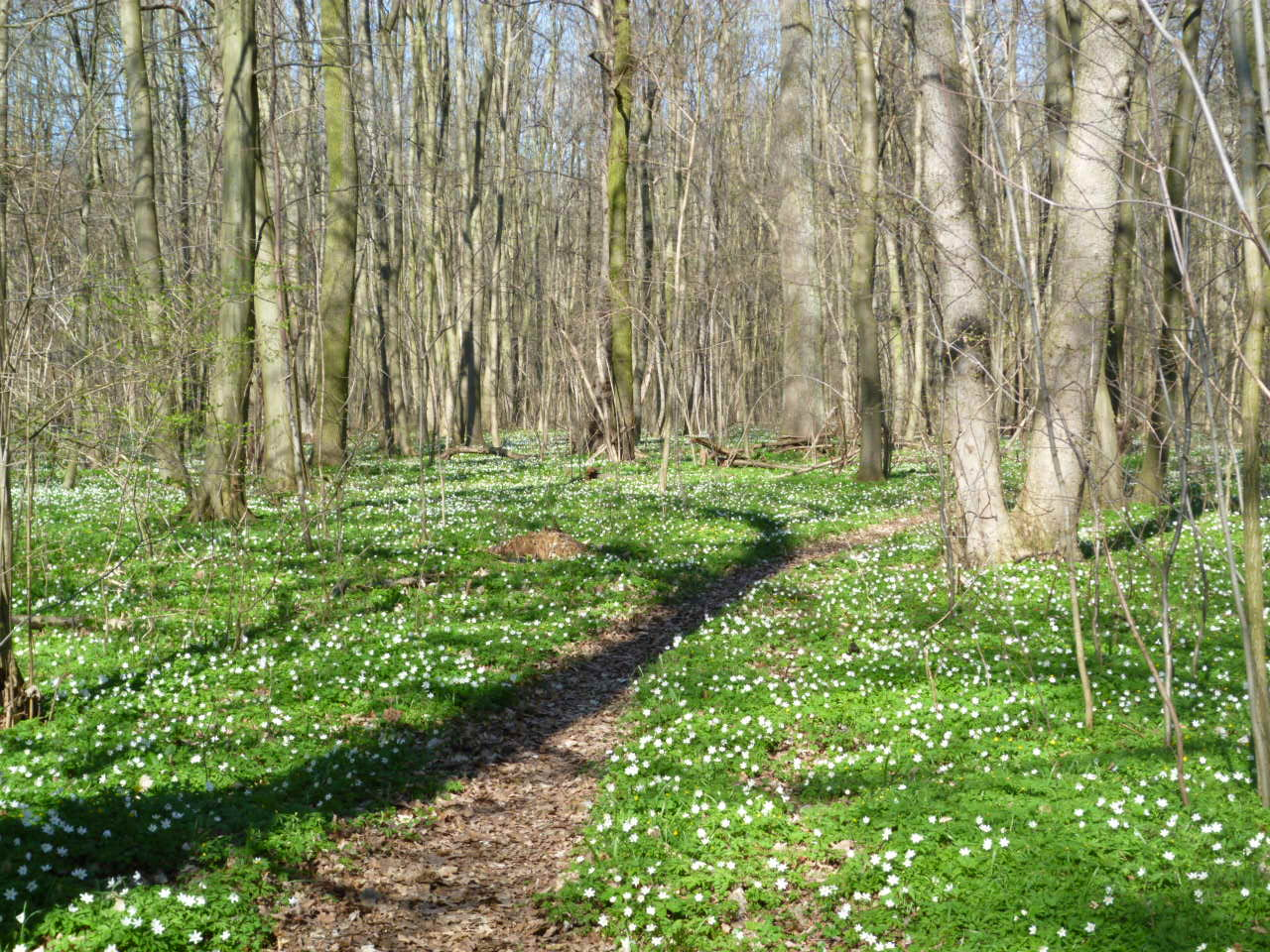
Rantenhorst im Frühling

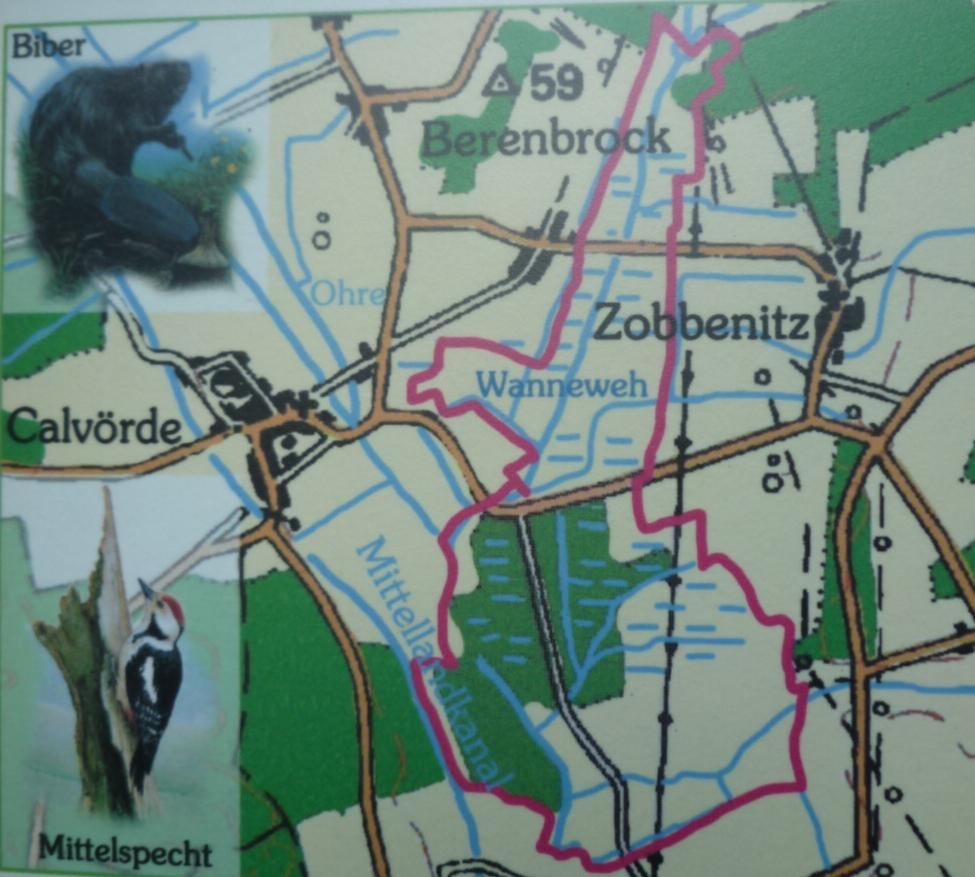
Klüdener-Pax-Wanneweh

Die  Rantenhorst ist ein Waldgebiet südlich von Calvörde.

## Lage und Zuordnung
Die Rantenhorst liegt in der Gemarkung von Calvörde. Das Waldgebiet gehört mit zum Calvörder Forst. Im Norden liegt der Marktflecken Calvörde, im Osten liegt Zobbenitz, im Süden liegt Uthmöden und im Westen liegt das Schierholz, welches auch Bestandteil des Calvörder Forstes ist.

## Namensgebung
Das Waldgebiet verdankt seinen Namen einer Wüstung namens Ranten.

## Besonderheiten
Die Rantenhorst ist zusätzlich ein Bestandteil des Naturschutzgebietes Klüdener Pax-Wanneweh.